# Chartum Północny
Chartum Północny (arab. الخرطوم بحري, al-Khartūm Bahrī) – trzecie co do wielkości miasto w Sudanie w wilajecie Chartum, na prawym brzegu Nilu, połączone z Chartumem kilkoma mostami, lecz będące oddzielną jednostką administracyjną. Około 889 tys. mieszkańców (2008). 
Toczyła się tu akcja książki Henryka Sienkiewicza pt. W pustyni i w puszczy.